# Скрыпов, Михаил Григорьевич
Михаи́л Григо́рьевич Скры́пов (5 октября 1938, Архангельская область, СССР — 6 октября 2010, Курск, Российская Федерация) — советский и российский тренер по дзюдо, заслуженный тренер СССР и России.

## Биография
Родился в деревне Черновская Устьянского района Архангельской области. До армии работал в посёлке Октябрьском станочником на домостроительном комбинате.
В 1964 году с отличием окончил Ленинградский государственный институт физической культуры им. П. Ф. Лесгафта.
Мастер спорта СССР по самбо (1968).
Заслуженный тренер РСФСР (1975) и СССР (1979) по дзюдо.
Директор Курской школы высшего спортивного мастерства.
Основатель Курской школы дзюдо (1973 год).
Международной федерацией дзюдо присвоен 7-й дан (1998).
Среди его воспитанников заслуженные мастера спорта: чемпион Европы (1979), двукратный чемпиона мира (1979, 1983), чемпион Олимпийских игр (1980) Николай Солодухин; призёр чемпионата Европы (1983), победитель первенства Европы (1984) Юрий Меркулов; чемпион Европы (1979) Александр Шуров; мастера спорта международного класса Александр Сивцев, Владимир Снеговой, Василий Губанов, Юрий Стёпкин и многие другие.
Умер 6 октября 2010 года на 73-м году жизни.

## Награды и звания
- Два ордена «Знак Почёта» (1980, 1984)
- Заслуженный работник физической культуры РФ